# Sarcophage de Seianti Hanunia Tlesnasa
Le sarcophage de Seianti Hanunia Tlesnasa est le sarcophage grandeur nature (1,83 mètre de longueur) d'une femme noble étrusque datant d'environ 150 à 140 av. J.C. Depuis 1887, il fait partie de la collection du British Museum. 

## Découverte
Le sarcophage de Seianti, femme aristocratique étrusque peinte de couleurs vives, a été découvert en 1886 à Poggio Cantarello, près de Chiusi, en Toscane. Il a ensuite été vendu au British Museum, avec son contenu (un squelette et des objets funéraires). Un sarcophage similaire se trouve dans les collections du musée archéologique national de Florence. Connu sous le nom de Sarcophage de Larthia Seianti, les deux femmes appartenaient probablement à la même famille dynastique de l’ancienne Chiusi.

## Description
Le sarcophage est un chef-d'œuvre d'art étrusque. Il est en terre cuite peinte. Le nom de la femme décédée est inscrit en étrusque le long de la base de la cuve du sarcophage. Elle devait appartenir à l'une des familles les plus riches de Chiusi, car Seianti est vêtue somptueusement pour l'occasion, portant une robe et un manteau richement décorés, les draperies complexes retombant en nombreux plis sur son corps. Elle est en outre ornée d'un diadème, de boucles d'oreilles, de bracelets et d'un collier. Seianti a été dépeinte comme une femme mûre, en train d'ajuster son voile, révélant de manière réaliste des parties de son corps au cours du processus. Elle s'appuie sur un coussin et tient de l'autre main un miroir, le regard perdu au loin. La partie inférieure du sarcophage reprend le motif d'une frise dorique avec alternance de triglyphes et de rosettes.

## Analyse scientifique
L'analyse scientifique des os et des dents déposés dans la cuve du sarcophage a indiqué que Seianti est probablement morte vers l'âge de 50–55 ans. Le visage plutôt idéalisé de la défunte représentée sur le sarcophage, typique de l'art étrusque de l'époque, peut être comparé dans le musée à une reconstruction précise et moins flatteuse de son visage, basée sur les caractéristiques du crâne trouvé dans le sarcophage.

## Voir également
- Sarcophage des Époux
- Sarcophage de Larthia Seianti

## Galerie

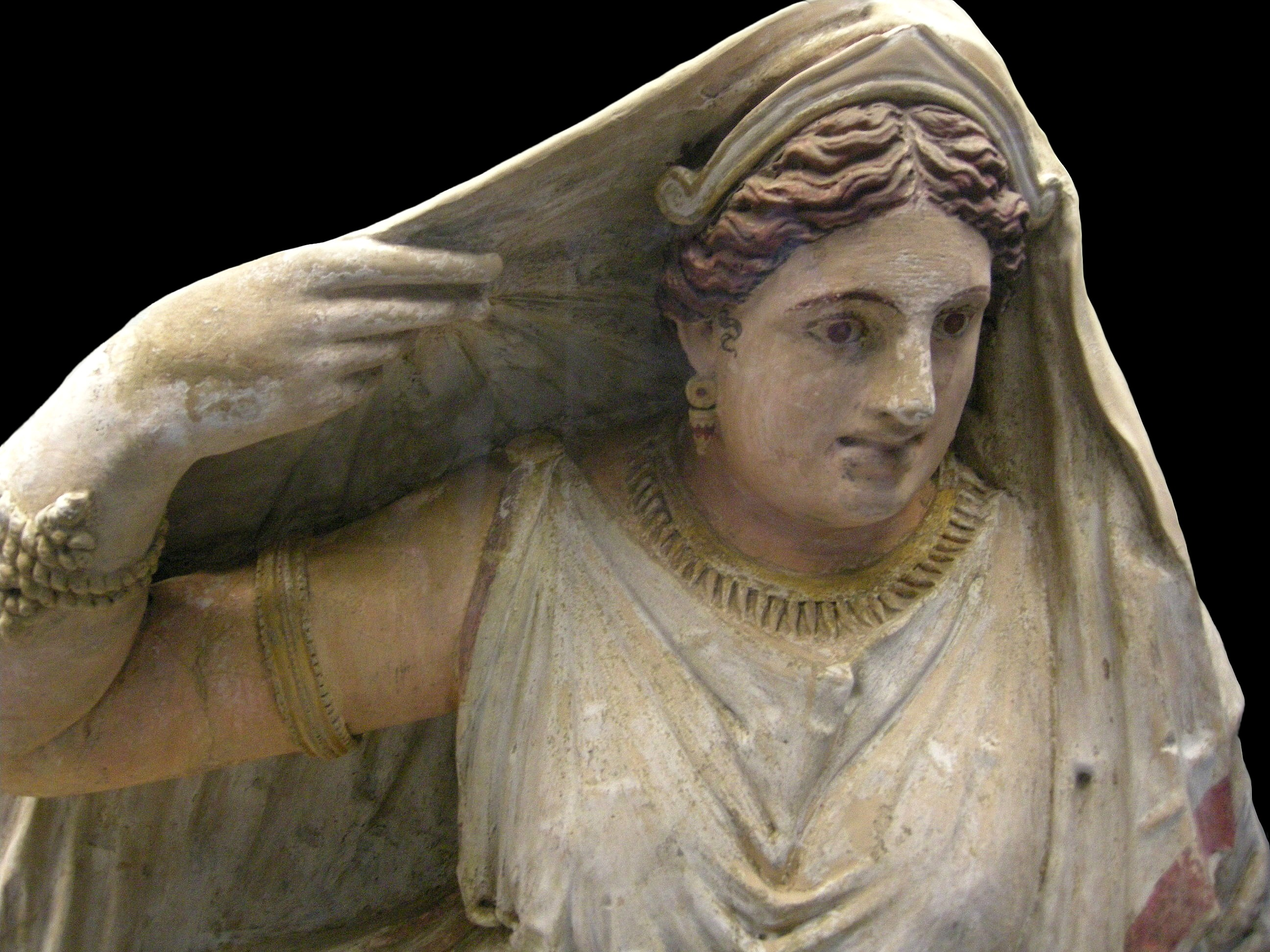
Détail de la figure de Seianti Hanunia Tlesnasa.
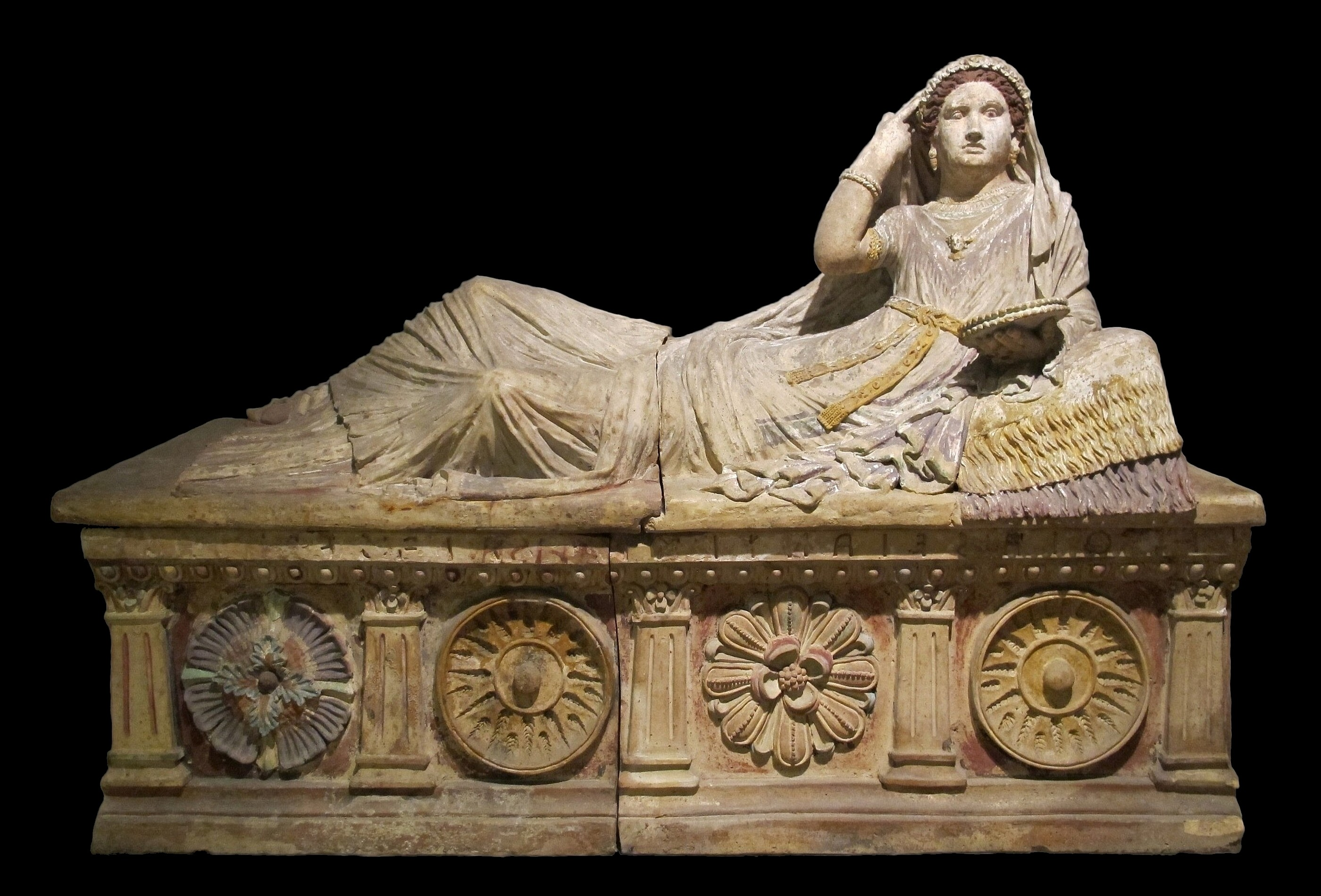
Sarcophage de Larthia Seianti à Florence.